# Oxazol
Az oxazol egy heteroaromás (aromás heterociklusos) vegyület. Öttagú gyűrűt tartalmaz, a gyűrűjében egy oxigén és egy nitrogénatom található. Az azolok közé tartozik. (Az azolok öttagú gyűrűs heteroaromás vegyületek, amelyek legalább két heteroatomot tartalmaznak, és ezek legalább egyike nitrogén). Az oxazol folyékony halmazállapotú, szaga a piridinére emlékeztet. Vízben jól oldódik. Magának az alapvegyületnek nincs nagy jelentősége, inkább a telített származékai a fontosak.

## Kémiai tulajdonságai
Az oxazol gyenge bázis, savakkal kristályos sókat képez. Aromás jellegű vegyület. Igen stabil, nem bomlik el savak vagy lúgok hatására. Sok származéka viszont kevésbé stabil, ezek gyűrűje már híg savak vagy lúgok hatására is felhasadhat.

## Előállítása
Oxazolszármazékok előállíthatók olyan 1,4-dikarbonilvegyületekből foszfor-pentoxiddal, amikbe már eleve be van építve a nitrogénatom. Ilyen vegyületek az α-acilamino-ketonok. Például acetilamino-acetonból foszfor-pentoxid hatására 2,5-dimetiloxazol képződik. Ez a módszer azonban az alapvegyület előállítására nem alkalmas. Az alapvegyület szintézise bonyolultabb, először 1947-ben sikerül előállítani.